# Portrait de Madame Récamier (Gros)
 (avril 2021).
Si vous disposez d'ouvrages ou d'articles de référence ou si vous connaissez des sites web de qualité traitant du thème abordé ici, merci de compléter l'article en donnant les références utiles à sa vérifiabilité et en les liant à la section « Notes et références ».
Le portrait de Madame Récamier est une peinture de l'artiste français Antoine-Jean Gros datant d'environ 1825.

## Description
Le tableau est peint à l'huile sur toile et a des dimensions de 62,3 × 51,2 cm.
Le portrait est de style romantique. Il présente Madame Récamier dans son âge mûr. Grande beauté de son temps, elle avait été portraiturée dans sa jeunesse par Jacques-Louis David et François Gérard, à l'époque où elle menait une vie cosmopolite à Paris pendant sa vie au consulat de la ville. Elle était connue pour ses soirées somptueuses au palais de la rue du Mont-Blanc, auxquelles assistaient des artistes, écrivains, acteurs et hommes politiques contemporains. Le portrait a été peint plus tard, mais il montre ses traits clairs et ses mains gracieuses repliées sous sa poitrine.

## Provenance
Le tableau a été exposé à la galerie Strossmayer, à Zagreb. Il est la propriété de l'Académie croate des sciences et des arts de Zagreb. Il a été donné en 1903 par le noble français Eugène d'Halwin de Piennes.